# Ljetnikovac Vice Stjepovića-Skočibuhe na Šipanu
Ljetnikovac Vice Stjepovića-Skočibuhe na otoku Šipanu iz 1563. je zaštićeni spomenik kulture u Hrvatskoj. Nalazi se u Suđurđu.
Površine je 800 m2, a pripadajuće zemljište 3000 m2.
Građen je od veljače do kraja prosinca 1563. godine. Dao ga je sagraditi najveći dubrovački brodograditelj Vice Stjepović–Skočibuha, iz ugledne obitelji Stjepović-Skočibuha, odmah istočno od očevog dvorca. Ljetnikovac-dvorac odlučio je sagraditi dvije godine prije, zbog obiteljskih nesuglasica. 
Mjesto gdje ga je dao izgraditi bilo je brodogradilište. Materijal za gradnu dovažan je s Kupara, a dobavljač je bio ciglar Ivan Antunović. Zidari su bili iz Gruža, Tonko Rusković koji je već prije radio na Stjepovićevim objektima i Stijepo Đivaljević. Veći dio kamena za građu bio je s Korčule, a manji dio iz susjedstva.
Veći je objekt jednokatnica namijenjena stanovanju obitelji. Građena je od obrađenog kamena. Manja je kuća sagrađena za obiteljskog redovnika (glavna i pomoćna zgrada). Kapelica uz južni dio obiteljske zgrade bila je posvećena svetom Tomi (uspomena na oca, prema Vicinim riječima iz oporuke). Kompleks koji je u potpunosti završen krajem 16. stoljeća obuhvaćao je obiteljsku kuću, dvije kule na tri kata (za obranu od gusara), prednji i stražnji vrt sa šetnicom pravokutnog oblika, crkvicu sv. Tome, lože (glorijet), mlinicu, cisterne u kući i u kuli, spremišta, paviljon na teraci, most i utvrđeni ulaz. 
U ljetnikovcu se nalazi renesansni pravokutni kamin s očuvanom štuko-dekoracijom nape (što je izuzetak na dubrovačkom području!), elegantni renesansni kameni umivaonik reljefno oblikovanih rubova i raritetan primjer jedinog sačuvanog drvenog balkona (balatur nad stubištem ograde lože) na području Mediterana iz 16. stoljeća .
Ljetnikovac ima sve karakteristike dubrovačke ladanjske arhitekture. Jedini je i potpuno sačuvani ladanjski objekt te vrste u Hrvatskoj. 
2000-ih je bio u funkciji kao muzej.
Vice Stjepović–Skočibuha bio je dubrovački čovjek ispred svog vremena. Bio je i ostao najuglednijim predstavnikom trgovačkog staleža svog doba. Predstavljao je oličenje najboljih kvaliteta poslovnog, uglednog, kulturnog, bogatog i radišnog pučanina.

## Vanjske poveznice
- Dental centar Marušić - Ljetnikovac Vice Stjepovića Skočibuhe